# Distacodidae
Famille
Distacodidae est une famille fossile de conodontes. 

## Classification
La famille des Distacodidae est décrite en 1926 par les paléontologues Edward Oscar Ulrich & Ray S. Bassler,. 

### Fossiles
Selon Paleobiology Database en 2024, le nombre de collections de fossiles référencées est de vingt-cinq.
Ces collections sont Dawan de l'Ordovicien inférieur au Pennsylvanien inférieur du Carbonifère supérieur, c'est-à-dire datées de 478,6 à 315,2 Ma avant notre ère.

## Genres
Selon Paleobiology Database en 2024, cette a un seul genre référencé :
- †Distacodus Pander, 1856[2]

### Publication originale
- (en) Ulrich E.O. & Bassler R.S., 1926. A classification of the toothlike fossils, conodonts, with descriptions of American Devonian and Mississippian species. Proc. U.S. Nat. Mus.